# 戸田道路
戸田道路株式会社（とだどうろ）は、東京都中央区に本社を置く土木工事、道路舗装会社。戸田建設の100%子会社。

## 沿革
- 1963年 - 戸田道路株式会社設立、戸田守二社長就任。
- 2003年 - ISO9001取得[2]。
- 2009年 - 土木学会「環境賞」受賞[3]。
- 2013年 - 創立50周年を迎える。
- 2020年 - EDGE水天宮ビル（東京都中央区）へ本社移転[4]。
- 2022年 - 戸田建設との株式交換契約締結による完全子会社化[1][5]。

## 事業所
- 本社
  - 東京都中央区日本橋蛎殻町2-13-6 EDGE水天宮5F
- 支店
  - 札幌支店（北海道札幌市中央区北２条東１丁目2-10）
  - 東北支店（宮城県仙台市青葉区一番町4-1-1）
  - 埼玉工事事務所（埼玉県戸田市新曽南2-2-4）
  - 名古屋支店（愛知県名古屋市東区泉1-22-22）
  - 大阪支店（大阪府大阪市西区西本町1-13-47）
  - 広島支店（広島県広島市中区宝町1-20）